# Spurrie-uil
De spurrie-uil (Anarta trifolii, vroeger onder meer geplaatst in geslachten Hadula en Discestra) is een nachtvlinder uit de familie Noctuidae (uilen). De voorvleugellengte bedraagt tussen de 14 en 18 millimeter. De soort komt voor in heel Europa. Hij overwintert als pop.

## Waardplanten
De spurrie-uil heeft als waardplanten allerlei kruidachtige planten, zoals zuring, melde, ganzenvoet en brandnetel.

## Voorkomen in Nederland en België
De spurrie-uil is in Nederland en België een algemene soort, die verspreid over het hele gebied kan worden gezien. De vlinder kent twee of drie generaties die vliegen van begin april tot halverwege oktober.

## Naamgeving
Opmerkelijk is dat de Nederlandse naam verwijst naar spurrie, de wetenschappelijke naam naar klaver (Trifolium), maar dat deze planten geen van beide voorname waardplanten zijn.